# Monts Kuocang
 (signalé en juin 2025).
Si vous disposez d'ouvrages ou d'articles de référence ou si vous connaissez des sites web de qualité traitant du thème abordé ici, merci de compléter l'article en donnant les références utiles à sa vérifiabilité et en les liant à la section « Notes et références ».
- Archive Wikiwix
- Bing
- Cairn
- DuckDuckGo
- E. Universalis
- Gallica
- Google
- G. Books
- G. News
- G. Scholar
- Persée
- Qwant
- (zh) Baidu
- (ru) Yandex
- (wd) trouver des œuvres sur Wikidata

Les monts Kuocang (chinois simplifié : 括苍山 ; chinois traditionnel : 括蒼山 ; pinyin : kuò cāng shān) sont une chaîne de montagnes du centre de la province chinoise du Zhejiang.

## Géographie
Les monts Kuocang s'étendent sur 7 000 km2 des monts Yandang et monts Donggong au sud-ouest vers le mont Tiantai au nord-est. Le plus haut sommet - qui culmine à 1 500,6 m - est le Dayangshan (大洋山) dans le bourg de Dayang (大洋镇) de la ville de Jinyun.